# 巴济亚克
巴济亚克（法語：Bazillac，法語發音：[bazijak]）是法国上比利牛斯省的一个市镇，位于该省北部，属于塔布区。

## 地理
巴济亚克（43°21'17"N, 0°6'1"E）面积10.28 平方千米，位于法国奧克西塔尼大區上比利牛斯省，该省份为法国西南部内陆省份，北至热尔省，西接大西洋比利牛斯省，南与西班牙接壤，东临上加龙省。
与巴济亚克接壤的市镇（或旧市镇、城区）包括：萨里亚克比戈尔、卡马莱斯、埃斯孔多、比戈尔地区拉巴斯唐斯、托斯塔、于纽阿、比戈尔地区维克。

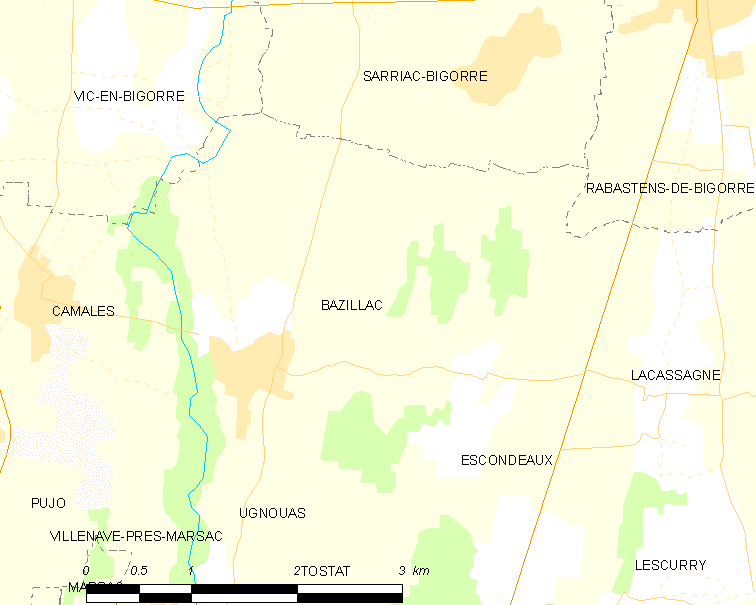
巴济亚克的OSM定位图

巴济亚克的时区为UTC+01:00、UTC+02:00（夏令时）。

## 行政
巴济亚克的邮政编码为65140，INSEE市镇编码为65073。

## 政治
巴济亚克所属的省级选区为阿杜尔河谷-吕斯唐-马迪拉奈县。

## 人口

1962-2008年间巴济亚克人口变化图示

巴济亚克于2022年1月1日时的人口数量为369人。